# كريستين ترومان
كريستين ترومان (بالإنجليزية: Christine Truman)‏ مواليد 16 فبراير 1941 في إنجلترا، هي لاعبة كرة مضرب إنجليزية تلعب باليد اليمنى. هي إحدى بطلات الجراند سلام. أعلى تصنيف لها في الفردي كان المركز الـ 2 في سنة 1959.

## الخط الزمني للفردي
مفتاح
| ف | ن | ن.ن | ر.ن | د# | د.م | ل | أ.أ | ت | غ | ب | ف | ذ | م.خ | ل.ت |

(ف) فاز بالبطولة (ن) وصل النهائي (ن.ن) نصف النهائي (ر.ن) ربع النهائي (د#) الأدوار الأربعة الأولى (د.م) دور المجموعات (ل) شارك في كأس ديفيز (أ.أ) خرج من الأدوار الاولى (ت) خسر التصفيات التأهيلية (غ) غاب عن الحدث أو البطولة (ب) حصل على ميدالية برونزية (ف) حصل على ميدالية فضية (ذ) حصل على ميدالية ذهبية (م.خ) بطولة الماسترز خُفضت إلى مرتبة أقل (ل.ت) البطولة لم تعقد في السنة المعينة.
لتجنب الارتباك وازدواجية الحساب، يتم تحديث هذه المعلومات إما في نهاية البطولة، أو عندما تكون مشاركة اللاعب في البطولة قد انتهت.
| الدورة           | 1957  | 1958  | 1959  | 1960  | 1961  | 1962  | 1963  | 1964  | 1965  | 1966  | 1967  | 1968  | 1969  | 1970  | 1971  | 1972  | 1973  | 1974  | إجمالي ف/م |
| ---------------- | ----- | ----- | ----- | ----- | ----- | ----- | ----- | ----- | ----- | ----- | ----- | ----- | ----- | ----- | ----- | ----- | ----- | ----- | ---------- |
| أستراليا         | غ     | غ     | غ     | ن.ن   | غ     | غ     | د2    | غ     | د3    | غ     | غ     | غ     | غ     | غ     | غ     | غ     | غ     | غ     | 0 / 3      |
| فرنسا            | د1    | ر.ن   | ف     | غ     | ر.ن   | د4    | ن.ن   | ر.ن   | غ     | غ     | د3    | غ     | غ     | غ     | غ     | غ     | غ     | غ     | 1 / 8      |
| بطولة ويمبلدون   | ن.ن   | د4    | د4    | ن.ن   | ن     | د3    | د4    | د2    | ن.ن   | غ     | د1    | د2    | د4    | غ     | د4    | غ     | د1    | د3    | 0 / 15     |
| الولايات المتحدة | د3    | ر.ن   | ن     | ن.ن   | ر.ن   | غ     | ر.ن   | غ     | غ     | غ     | غ     | غ     | د3    | غ     | غ     | غ     | غ     | غ     | 0 / 7      |
| م.ف              | 0 / 3 | 0 / 3 | 1 / 3 | 0 / 3 | 0 / 3 | 0 / 2 | 0 / 4 | 0 / 2 | 0 / 2 | 0 / 0 | 0 / 2 | 0 / 1 | 0 / 2 | 0 / 0 | 0 / 1 | 0 / 0 | 0 / 1 | 0 / 1 | 1 / 33     |

- إجمالي ف / م = إجمالي الفوز والمشاركة

## روابط خارجية
- كريستين ترومان على موقع رابطة محترفات التنس (الإنجليزية)
- كريستين ترومان على موقع الاتحاد الدولي لكرة المضرب (الإنجليزية)
- كريستين ترومان على موقع كأس بيلي جين كينغ (الإنجليزية)
- كريستين ترومان على موقع خلاصة التنس.كوم (الإنجليزية)